# Dalum IF
Der Dalum Idrætsforening ist ein dänischer Fußballverein in Odense. Zur Saison 2015/16 stieg der Verein wieder in der zweithöchsten Spielklasse Dänemarks, der 2. Division, auf. Die Klubfarben sind rot-weiß.

## Allgemeines
Der Verein wurde 1931 als Dalum Idrætsforening in Odense gegründet. Das Heimstätte ist das Dalum Stadion im südlichen Teil von Odense, im Stadtteil Funen, welches 4.000 Zuschauern Platz bietet. Anfang 2006 fusionierte die erste Mannschaft des Klubs mit dem ehemaligen Meisterverein Boldklubben 1909 und dem ehemaligen Erstligaverein Boldklubben 1913 zum mittlerweile aufgelösten FC Fyn.